# Дарио Ивановски
Да̀рио Ива̀новски (на македонска литературна норма: Дарио Ивановски) е бегач на дълги разстояния, който се състезава за AK „Работнички“ Скопие и националния отбор на Северна Македония.

## Успехи
Роден е в 1997 година. През 2016 г. Ивановски печели 3000 метра на състезание в Елбасан, Албания.
През 2017 г. печели полумаратонското състезание, което е част от Скопския маратон с време от 1:11:26 ч. На 22 април 2017 г. той печели и Белградския полумаратон с време 1:10:00 ч.
Ивановски поставя национален рекорд на 3000 метра на състезание в Нови Сад. 
Участва на дистанция 1500 метра на световното първенство в зала през 2018 година. На 21 април същата година печели Белградския полумаратон за втора поредна година, като този път записва ново лично най-добро време от 1:08:03 ч.
На маратона във Валенсия на 3 декември 2023 г. постига личен резултат и нов национален рекорд с време 2 часа 11 минути и 53 секунди. На 18 февруари 2024 година подобрява това постижение като постига 2:08:26 на маратона в Севиля.